# Ñemby
Ñemby är en stad i Central i Paraguay. Staden hade 71 909 invånare år 2002.